# Mosasaurinae
Die Mosasaurinae sind eine Unterfamilie der Mosasaurier. Sie hatten einen besonders langen Rumpf, mit 42 bis 45 Wirbeln vor den Kreuzwirbeln. Bei einigen Formen endete der Schwanz in einer von den vergrößerten Schwanzwirbeln gestützten Schwanzflosse (Clidastes, Plotosaurus). Zygapophysen (lange Knochenstäbe die die einzelnen Wirbelelemente verbanden) waren bei den meisten Taxa vorhanden. Die Hämalbögen an der Unterseite der Schwanzwirbelsäule waren mit den Wirbelcentra verwachsen.
Die Gliedmaßen waren oft stark modifiziert und bildeten schmale, verlängerte Flossen mit zusätzlichen Zehenknochen (Hyperphalangie). Radius und Ulna waren breit und kurz. Zu der Unterfamilie zählen einige der fortschrittlichen und stark spezialisierten Mosasauriergattungen (Mosasaurus, Plotosaurus, Globidens). Der Schädel dieser Formen war nicht kinetisch (unbeweglich). 

## Systematik
- Mosasaurinae
  - Amphekepubis
  - Moanasaurus
  - Liodon
  - Clidastes
  - Globidensini 
    - Carinodens
    - Globidens
    - Prognathodon ?
    - Plesiotylosaurus ?

  - Plotosaurini
    - Mosasaurus
    - Plotosaurus

## Quelle
- Ben Creisler: Mosasauridae Translation and Pronunciation Guide (Memento vom 13. Oktober 2011 im Internet Archive)